# Noli
Noli este o comună din provincia Savona, regiunea Liguria, Italia, cu o populație de 2.444 locuitori (1 ianuarie 2023) și o suprafață de 9,67 km².

## Demografie
Noli - evoluția demografică

|  | Graficele sunt indisponibile din cauza unor probleme tehnice. Mai multe informații se găsesc la Phabricator și la wiki-ul MediaWiki. |

Date: Recensăminte sau birourile de statistică - grafică realizată de Wikipedia

## Obiective turistice

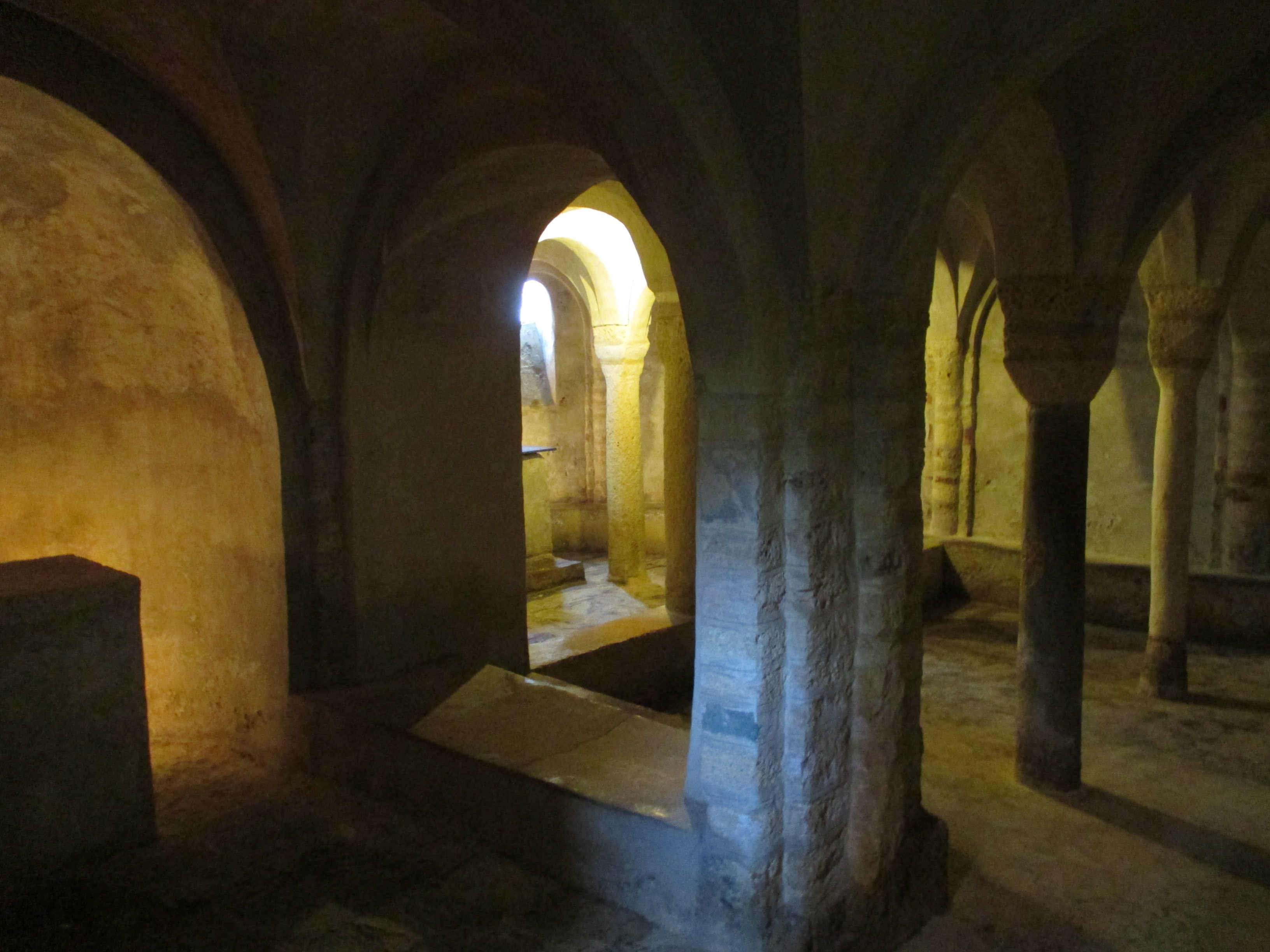
Cripta San Paragorio

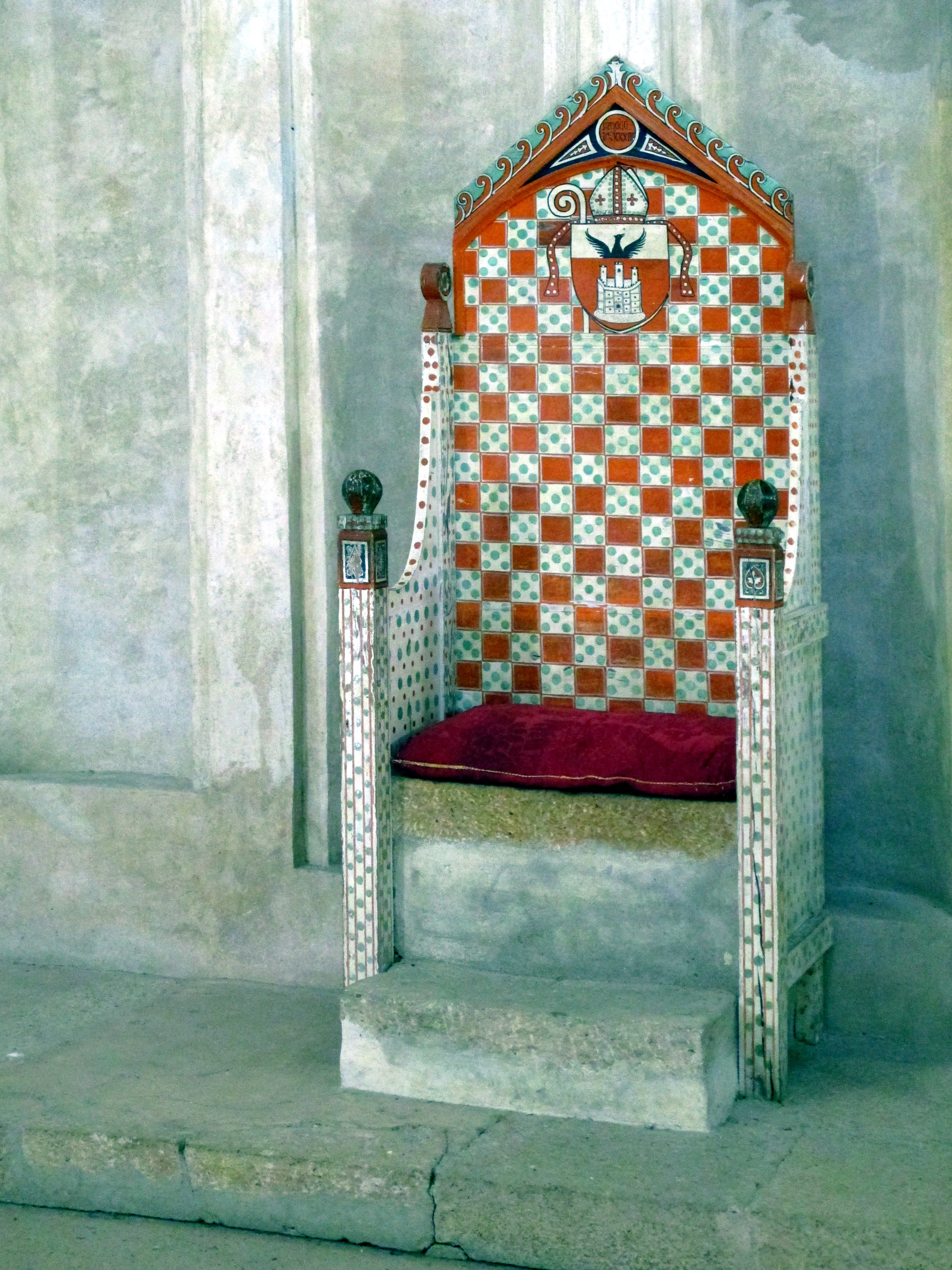
Scaun episcopal romanic, Biserica San Paragorio

- Biserica San Paragorio (1040-10609